# بنة أحمدان
بنة أحمدان (بالفارسية: بنه‌احمدان) هي قرية تقع في قسم ليراوي الجنوبي الريفي (مقاطعة ديلم) في إيران.